# Желябужский, Иван Афанасьевич
Ива́н Афана́сьевич Желябужский (1638 — после 1684) — московский служилый дворянин, наместник, ясельничий, воевода, думный дворянин, окольничий, дипломат, мемуарист.

## Биография
Представитель знатного рода Желябужских. Дед его был выходцем из Речи Посполитой — служил в Москве дьяком, отец стал воеводой. Иван Афанасьевич начал службу в чине дворянина московского (1640).
В начале 1657 года ясельничий Желябужский выполнял дипломатическую миссию в Трансильвании ко двору князя Дьёрдя II Ракоци. По пути в Трансильванию летом 1657 года находился на Украине, собирая по поручению главы Посольского приказа информацию о состоянии дел в Гетманщине, а также агитировал местное население за ограничение прав гетмана в пользу русского царя. Собранные им сведения были использованы правительством царя Алексея Михайловича при определении нового курса в отношении Украины.
В 1658 году отправлен гонцом в Польшу для переговоров о месте посольского съезда. В 1661 году назначен приставом при приёме послов императора Священной Римской империи, которых он встречал и провожал от Пскова до Москвы. Наместник Курмышский (1662). В 1662 году находился 2-м послом при посольстве, отправленном в Венецию и Англию. Имел особое поручение устроить в Англии заём в 31000 ефимков. В Лондоне у него произошла ссора с англичанином Иваном Гебдоном, находившимся на русской службе, после которой Желябужский отправил в Москву донесение, что Гебдон мешает ему в осуществлении миссии. Посол в Венецию и Флоренцию (1663). Ясельничий Конюшенного приказа (1664—1667).
В сентябре 1665 года по наказу царя встречал на въезде в Москву посольство гетмана Войска Запорожского (левобережного) Ивана Брюховецкого и был при нём приставом. Активно участвовал в русско-украинских переговорах, по результатам которых были заключены Московские статьи 1665 года. Местничал сс стольником Назарием Михайловичем Алфимовым, который должен был объявлять гетмана, а Иван Афанасьевич встречать. После завершения переговоров отправлен послом на Украину, однако в результате конфликта с главой Посольского приказа Ординым-Нащокиным вскоре был отозван в Москву.
В 1666 году служил судьёй в Конюшенном приказе, затем отправлен посланником в Вену. В 1667 году назначен воеводой в Курмыш, но тогда же участвовал в заключении Андрусовского перемирия с Речью Посполитой. В 1668 году по приказу царя вновь ездил на Украину для усмирения восстания Брюховецкого. Назначен послом в Польшу (22 апреля 1668). Воевода в Чернигове (1671—1672). Сотенный голова у дворян в день встречи шведского посольства (31 декабря 1673). Сидел в Судном Владимирском приказе (1673—1674) и описывал дворцовые сёла (1673).
В 1674 году произведён в стольники. Пожалован думным дворянином (1676). Оставался в Москве в отсутствии царя Фёдора Алексеевича (06 и 28 октября 1676).
В 1676 году вместе с архимандритом Павлом послан в Ферапонтов монастырь для объявления Никону соборного определения о переводе его в Кирилло-Белозерский монастырь. Воевода в Смоленске (1678—1679). Ездил за Государём в поездках (1680). В 1680 году находился на службе в приказе Казанского дворца. В 1681 году отправлен в Речь Посполитую в рамках подготовки к заключению военного союза против Османской Турции и Крымского ханства. Воевода в Казани (1681). Подписал «Соборное деяние об отставке отеческих случаев и местничества» (12 января 1682). После смерти царя Фёдора Алексеевича, послан привести запорожское войско к присяге на верность царю Петру (1682). Воевода в Киеве (с 21 апреля 1682), за службу в Малороссии получил похвалу (25 мая 1682). Пожалован в окольничии (1684), был на съезде с польскими послами.
В 1684 году в чине окольничего отправлен воеводой в Чернигов, а затем участвовал в комиссии для составления родословной книги. Ездил за царём Петром I Алексеевичем (1689). По родословной росписи показан бездетным.

## Записки
С конца XVIII века Желябужскому приписываются «Дневные записки», охватывающие время с 1682 по 1709 годы. Не особенно важные для политической истории данной эпохи, они заключают в себе немало любопытных подробностей, касающихся отдельных распоряжений петровского правительства, материального быта общества и его нравов. Автор «в простых и выразительных чертах обрисовал грубость и распущенность нравов последней четверти XVII века».
В 2013 году А. В. Захаров сумел доказать, что сам И. А. Желябужский умер задолго до 1709 года, которым датируется последняя запись «дневных записок», и предположил авторство или соавторство его родственника — стольника Семёна Васильевича Желябужского.